# Klaus Barbie
Nikolaus „Klaus“ Barbie, alias Klaus Altmann (25. října 1913, Bad Godesberg – 25. září 1991, Lyon), byl německý SS-Hauptsturmführer (hodnost odpovídající přibližně kapitánovi), voják a člen gestapa. Byl znám jako „lyonský řezník“.

## Dětství a raný život
Narodil se v Bad Godesbergu poblíž Bonnu. Narodil se do katolické rodiny a jeho rodiče byli oba učiteli. Do roku 1923 chodil do školy, kde učil jeho otec. V roce 1925 se rodina odstěhovala do Trevíru. V roce 1933 jeho otec i bratr zemřeli. Jeho otec byl tehdy silný alkoholik. Podle otcových představ měl studovat teologii. Místo toho byl jako nezaměstnaný odveden do Reichsarbeitsdienst.

## Začátky v SD
V září 1935 se připojil k Sicherheitsdienstu (SD), což byla německá nacistická tajná služba. Vstoupil také do SS. Po začátku války byl poslán německými nacisty do okupovaného Nizozemska. V roce 1942 byl poslán do Dijonu a v listopadu téhož roku byl převelen do Lyonu, kde se stal velitelem místního gestapa.

## Válečné zločiny
Centrála gestapa se v Lyonu nacházela v budově Hôtel Terminus. Zde si krutým zacházením se zajatci a vyslýchanými vysloužil přezdívku Lyonský řezník. Je zaznamenáno, že osobně a s velkým potěšením mučil vězně a je odpovědný za smrt mnoha tisíc lidí. Nejznámějším případem je zajetí a mučení Jeana Moulina, který byl vysokým členem francouzského odboje. V dubnu 1944 nařídil deportaci 44 židovských dětí do koncentračního tábora Osvětim ze sirotčince v Izieu.

## Po válce
Po druhé světové válce začal spolupracovat se západními spojenci a ti mu umožnili se vyhnout soudnímu řízení. Byl placeným informátorem CIC/CIA, která mu následně umožnila uniknout do Jižní Ameriky (1951). V roce 1971 byl však vypátrán v Bolívii proslulými lovci nacistů Sergem a Beate Klarsfeldovými. 19. ledna 1983 jej nově zvolená vláda vydala do Francie. V roce 1984 byl předán jeho případ soudu a samotný proces začal 11. května 1987. Barbie, který neprojevil žádnou lítost, v tomto procesu odhalil, že jeho spolupracovníky a konfidenty Němců bylo v době druhé světové války mnoho vážených a uznávaných osobností. Proto byl proces označen za skandální. Bylo jasné, že autority z vyšších míst mají snahu o umlčení a odsouzení. 4. července 1987 byl odsouzen za válečné zločiny k doživotnímu vězení, v němž také 25. září 1991 ve věku 77 let zemřel na leukémii.